# Muslim Television Ahmadiyya International
La Muslim Television Ahmadiyya International (MTA) è la televisione satellitare musulmana Ahmadiyya internazionale, rete globale di televisione satellitare con la sede principale a Londra, composta da 4 canali internazionali gestiti e finanziati interamente dalla Comunità Ahmadiyya che trasmette sulla banda 24.7 in urdu, inglese, bengali, francese, tedesco, arabo, hausa, swahili e indonesiano. Tutta la gestione di questo canale è affidata a volontari nel Regno Unito come la maggior parte delle sue attività nei vari paesi. Altri mezzi di comunicazione comprendono Internet, numerosi libri in varie lingue ed altre pubblicazioni. Il gruppo è completamente autofinanziato con i contributi degli aderenti.

## Storia
Il primo canale, MTA 1 è stato lanciato ufficialmente il 1º gennaio 1994. In precedenza, nel 1992, la stazione ha iniziato il suo servizio digitale e nel Regno Unito era disponibile su Sky (canale 787) di rete come un canale libero. Inizialmente è stato chiamato AMP o Ahmadiyya Muslim Presentation. Il nome fu poi cambiato in Muslim Television Ahmadiyya International (Televisione satellitare Musulmana Ahmadiyya Internazionale) e poi MTA1 (MTA Al-Ula). L'Emittente televisiva degli Ahmadiyya è stata istituita come una profezia dal califfo Mirza Ghulam Ahmad. È diventato il primo canale internazionale musulmano a trasmettere una serie di programmazione islamica. Lo scopo del canale è stato ed è principalmente quello di trasmettere i sermoni del califfo. E ora trasmette una serie di programmi in varie lingue globali a favore della Comunità internazionale musulmana. I programmi includono notizie, sermoni, documentari e l'apprendimento delle lingue, anche in arabo per i bambini. MTA è il 24/7 senza pubblicità con programmi per tutte le età. Per i dettagli su ogni canale si veda:
- MTA 1
- MTA 2
- MTA 3
- MTA informazioni cast, che fornisce un canale di guida 24 ore.

## Servizi multimediali
Oltre a trasmissioni televisive, MTA International offre un servizio on-line in varie lingue che coprono MTA1 e MTA3 trasmissioni. MTA ha possiede anche il proprio canale YouTube. MTA International ha sviluppato un'estensione di Google Chrome, che permette di guardare MTA senza visitare pagine web. Mirza Ghulam Ahmad il  1º febbraio 1886 aveva dichiarato: "Voglio trasmettere il tuo messaggio per raggiungere gli angoli della Terra": questa dichiarazione è considerata una profezia dai suoi seguaci. Le trasmissioni satellitari dell'Islam sono interpretate come una realizzazione della sua visione, dove vide una colonna di luce nello spazio ascendente e discendente di nuovo a terra, come un certo numero di fasci colorati che coprivano il mondo intero.